# Kang Ryong-woon
Kang Ryong-woon ((강룡윤?, 康龍運?); 25 aprile 1942) è un ex calciatore nordcoreano, di ruolo attaccante.

## Carriera
Rappresentò la sua nazione ai mondiali di Inghilterra del 1966. Giocò anche per il Pyongyang City Sports Club.